# Wampe
Wampe är ett vattendrag i Belgien.   Det ligger i provinsen Hainaut och regionen Vallonien, i den centrala delen av landet, 60 km sydväst om huvudstaden Bryssel.
Trakten runt Wampe består till största delen av jordbruksmark. Runt Wampe är det ganska tätbefolkat, med 129 invånare per kvadratkilometer.